# Ophir (Új-Zéland)
Ophir 60 lakosú falu Új-Zéland Déli-szigetén, a Manuherikia folyó völgyében. A helység az Otago régió középső részén, Dunedintől 190 kilométerre található. A település a 19. század közepén jött létre, amikor a környéken aranyat találtak, és a bibliai Ofírról kapta a nevét. Mára a gazdasági tevékenység elsősorban a turizmussal kapcsolatos. Ophirt a 87-es főút köti össze a ritkán lakott Manuherikia-völgy szomszédos településeivel.

## Elhelyezkedése
Ophir a Déli-Sziget délnyugati részén, az Otago régióban helyezkedik el, a Manuherikia folyó gyéren lakott völgyében. A legközelebbi település a folyó túlpartján, Ophirtól 3 kilométerre fekvő Omakau. A régió adminisztratív központja, Dunedin, mintegy 190 kilométerre fekszik.

## Közösségi szolgáltatások
Ophirban kis könyvtár, uszoda, étterem-söröző és filmvetítésekre is alkalmas közösségi ház szolgálja a lakosság kikapcsolódási igényét. A falunak saját postája van. A legközelebbi általános iskola Omakauban van, ahol egy rendőr és önkéntes tűzoltóság is szolgálja a közbiztonságot. Középiskola a 28 kilométerre fekvő Alexandrában van, ahova az Omakauból induló iskolabuszon juthatnak el a diákok. Alexadrában orvosi ellátás is igénybe vehető.

## Forrás
- Ophir Communtiy Plan, 2015. szeptember 1. (Hozzáférés: 2022. június 21.)